# Farḍ
Farḍ (in arabo فرض‎?, pl. in arabo فريضة‎?) è un termine Islamico che indica un dovere religioso; è usato, anche, in persiano, turco, urdu e hindi con lo stesso significato.
Farḍ, o il suo sinonimo, wajib indica uno dei cinque tipi di ahkam, ossia dei cinque tipi in cui la giurisprudenza islamica, fiqh, classifica le azioni di ogni musulmano. 
Gli hanafiti, seguaci della scuola hanafita distinguono tra i termini Wajib e Farḍ attribuendo a quest'ultimo un significato di maggiore obbligatorietà..
Nella lingua indonesiana wajib vuol dire anche obbligatorio, essendo un lemma di origine araba.

## Doveri
La giurisprudenza islamica distingue due tipi di doveri: 
1. doveri individuali o Farḍ al-ayn, الواجب الع, ossia quelli che ogni Musulmano deve eseguire, come le preghiere giornaliere, Ṣalāt, in arabo صلاة‎?, o l'hajj, in arabo حج‎?, il pellegrinaggio alla Mecca che deve compiere almeno una volta nella vita.
2. doveri comunitari o Farḍ al-kifaya (in arabo الواجب الكفائي‎?) ossia doveri imposti alla umma, l'intera comunità dei credenti, come il jihād.